# Capitanejo (Wenezuela)
Capitanejo – miasto w Wenezueli, w stanie Barinas.